# Kawęczyn (gmina)
Pour les articles homonymes, voir Kawęczyn.
Kawęczyn [kaˈvɛnt͡ʂɨn] est une commune rurale de la voïvodie de Grande-Pologne et du powiat de Turek. Elle s'étend sur 101,1 km2 et comptait 5 241 habitants en 2010.
Elle se situe à environ 13 kilomètres au sud de Turek et à 123 kilomètres au sud-est de Poznań, la capitale régionale.

## Géographie
| - Plan de la gmina de Kawęczyn. |